# Lennart Loberg
Per Lennart Loberg, född 6 november 1925 i Stockholm, död 20 november 1988 i Södertälje, var en svensk målare och tecknare.
Loberg studerade målning och teckning privat för olika konstnärer i Stockholm, Norrköping och Södertälje. Han medverkade i ett stort antal separat- och samlingsutställningar på många platser i Sverige. Loberg är representerad i Södertälje kommun och ett antal landsting.  